# Doomsday Rock 'n Roll
| Recensione | Giudizio |
| ---------- | -------- |
| AllMusic   |          |

Doomsday Rock 'n Roll è il primo album del gruppo musicale heavy metal Chrome Division, pubblicato nel 2006.

## Tracce
1. Doomsday Overture – 1:30
2. Serial Killer – 3:46
3. Hate – 3:50
4. Trouble with the Law – 4:44
5. Chrome Division – 3:50
6. Here Comes Another One – 3:04
7. 1st Regiment – 5:25
8. Breath Easy – 3:46
9. The Angel Falls – 4:16
10. Till the Break of Dawn – 3:30
11. We Want More – 6:17
12. When the Shit Hits the Fan – 2:08

## Formazione
- Shagrath - chitarra e seconda voce
- Luna - basso e seconda voce
- Eddie Guz - voce solista
- Ricky Black - chitarra solista e seconda voce
- Tony White - batteria